# Cruviers-Lascours
Cruviers-Lascours ist eine französische Gemeinde im Département Gard in der Region Okzitanien. Sie gehört zum Kanton Quissac und zum Arrondissement Alès. Nachbargemeinden sind Ners im Nordwesten, Martignargues und Saint-Césaire-de-Gauzignan im Norden, Saint-Maurice-de-Cazevieille im Nordosten, Castelnau-Valence im Osten, Brignon im Südosten und Boucoiran-et-Nozières im Südwesten.

## Bevölkerungsentwicklung
| Jahr      | 1962 | 1968 | 1975 | 1982 | 1990 | 1999 | 2008 | 2017 |
| --------- | ---- | ---- | ---- | ---- | ---- | ---- | ---- | ---- |
| Einwohner | 287  | 276  | 296  | 348  | 437  | 438  | 608  | 702  |